# Charles-Pie de Habsbourg-Toscane
Pour les articles homonymes, voir Charles de Habsbourg-Lorraine (homonymie).
Charles-Pie de Habsbourg-Toscane (en allemand : Karl Pius von Österreich-Toskana ; en italien : Carlo Pio d'Asburgo-Lorena et en espagnol : Carlos Pío de Habsburgo-Borbón), archiduc d’Autriche et prince de Toscane, est né à Vienne, dans l’Empire austro-hongrois, le 4 décembre 1909 et décédé à Barcelone, en Espagne, le 24 décembre 1953. Membre de la maison de Habsbourg-Lorraine, c’est un prétendant carliste au trône d’Espagne sous le nom de Charles VIII (1936-1953).

## Famille

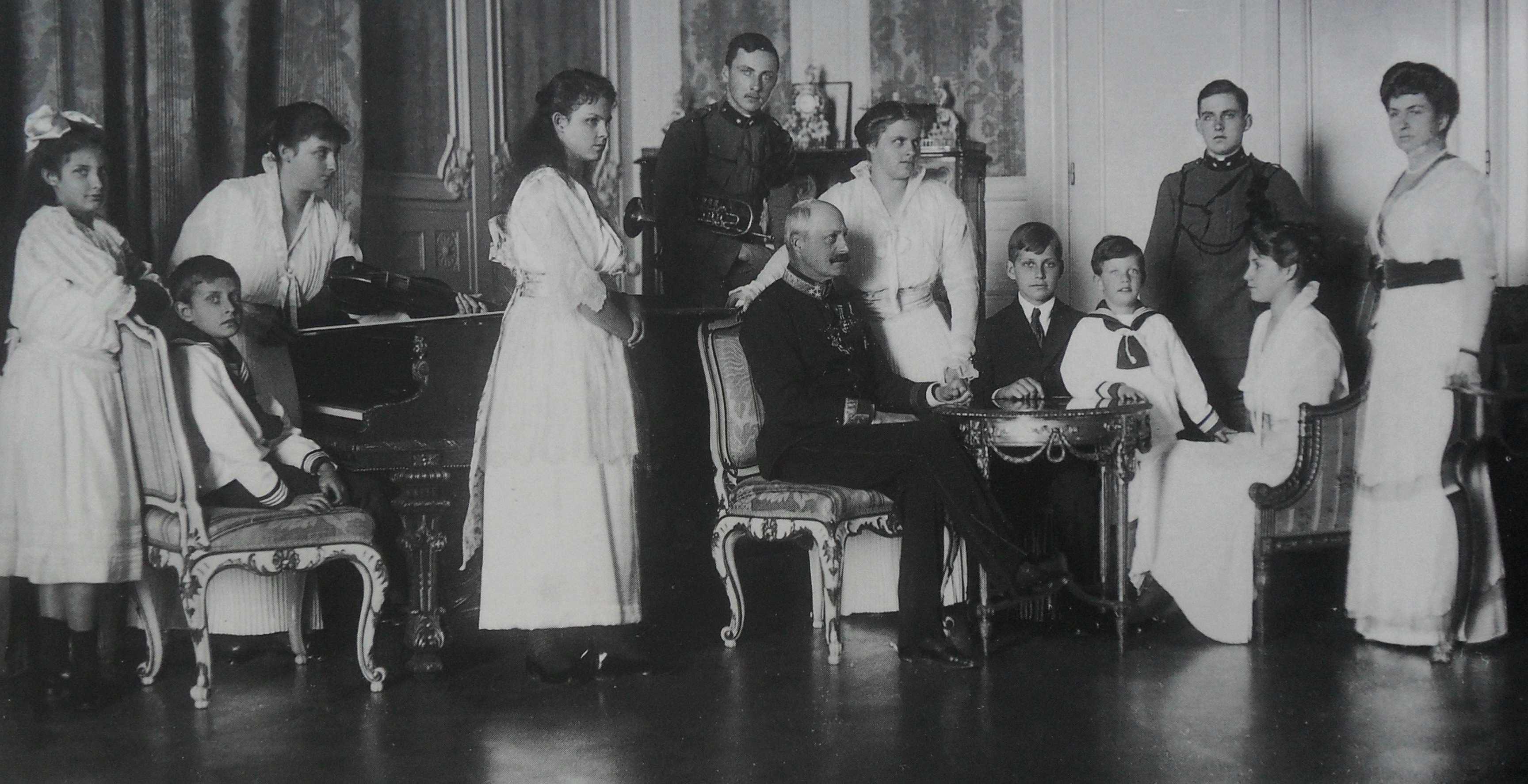
Sur cette photo de famille, l'archiduc Charles-Pie est le 4e à droite.

Charles-Pie est le cinquième fils de l’archiduc Léopold Salvator de Habsbourg-Toscane (1863-1931) et de son épouse l’infante Blanche d'Espagne (1868-1949). Par son père, il est l’arrière-petit-fils du grand-duc Léopold II de Toscane (1797-1870) tandis que, par sa mère, il a pour grand-père le prétendant carliste Charles de Bourbon (1848-1909).
Le 8 mai 1938, l’archiduc épouse Christa Satzger de Bálványos (1914-2001), fille de Geza Satzger de Bálványos et de son épouse Maria Alexandrina Friedmann. De cette union morganatique, qui se termine par un divorce en 1950, naissent deux filles :
- Alexandra (1941), comtesse de Habsbourg (1990), qui épouse en 1960 José María Riera ;
- Immaculée (1945), comtesse de Habsbourg (1990), qui s’unit, en 1969, à John Dobkin avant de divorcer.

## Biographie
Né en 1909, l’archiduc Charles-Pie grandit au Palais Toscane de Vienne. La proclamation de la république en Autriche en 1919 et la confiscation des biens des Habsbourg obligent toutefois la famille à quitter le pays pour s’installer dans sa propriété de Tenuta Reale, à Viareggio, en Italie. Quelques années plus tard, la famille s’installe à Barcelone avec l’approbation du roi Alphonse XIII d’Espagne et Charles-Pie prend la nationalité espagnole en 1926.
À partir de 1932, une partie des carlistes, proches du journal El Cruzado Español, reconnaît l’infante Blanche et ses fils comme les seuls héritiers légitimes du vieux prétendant Alphonse-Charles de Bourbon, qui n’a pas d’enfant. Cependant, quand ce dernier meurt en 1936, l’Espagne est touchée par la guerre civile et ni l’infante ni ses fils ne font valoir officiellement leurs droits.
Le 29 juin 1943, Charles-Pie publie finalement un manifeste dans lequel il se proclame héritier légitime de la couronne espagnole sous le nom de « Charles VIII ». Ses trois frères aînés ne protestent pas et renoncent même à la succession quelques années plus tard (Léopold et François-Joseph en 1947 ; Antoine en 1948).
Reconnu par une minorité des carlistes, qui prennent le nom de « carloctavistes », Charles-Pie s’installe à Barcelone peu de temps après sa proclamation. Bien reçu par le général Francisco Franco, qui l’utilise pour diviser davantage les monarchistes espagnols, le prince effectue une série de voyages à travers le pays.
Ayant conclu un mariage morganatique en 1938, le prince se sépare en 1949 avant de divorcer l’année suivante. Il meurt en 1953 d’une hémorragie cérébrale, sans avoir clairement défini sa succession. Il est enterré au monastère de Poblet.

### Biographie du prétendant
- (es) Francisco-Manuel de Las Heras y Borrero, Un pretendiente desconocido, Carlos de Habsburgo, Ed. Dykinson, 2004  (ISBN 8497725565).

### Sur le prétendant et sa famille
- (en) Bertita Harding, Lost Waltz, A Story Of Exile, The Bobbs-Merrill Company, 1944 (Lire en ligne)
- (en) David McIntosh, The Unknown Habsburgs, Rosvall Royal Books, 2000,  (ISBN 91-973978-0-6)
- (es + en) José Maria de Montells y Galán, « De Carlos VIII a Francisco José I » (parte 2) dans La Otra Dinastia, 1833-1975, C.H.E.I, Madrid, 1995  (ISBN 8492001658). (Lire en ligne, en anglais)